# Galago
Galagoはデスクトッププレゼンス情報フレームワークであり、プログラム間でプレゼンス情報を伝えるように設計されている。誰がオンラインで、誰が離れている/アイドル状態なのかという情報を（Pidginや他の似たプログラムのような）インスタントメッセンジャーから取り出し、（EvolutionやBeagleのような）他のプログラムがその情報を利用できるようにする。
Galagoはデスクトップ中立で、GTK+用のウィジェットの組、いくつかのスクリプト言語用のバインディングとテストプログラムを含んでいる。Qtウィジェットも計画されている。